# Endecous lizeri
Endecous lizeri är en insektsart som beskrevs av Rehn, J.A.G. 1918. Endecous lizeri ingår i släktet Endecous och familjen syrsor. Inga underarter finns listade i Catalogue of Life.